# Dominique Karregat
Dominique Karregat (* 29. September 1995) ist eine niederländische Tennisspielerin.

## Karriere
Karregat begann mit sieben Jahren das Tennisspielen und spielt vor allem auf der ITF Women’s World Tennis Tour, wo sie bereits drei Titel im Doppel gewinnen konnte.
Ihr bislang letztes internationale Turnier spielte Karregat im September 2019. Sie wird daher nicht mehr in der Weltrangliste geführt.

## Turniersiege

### Doppel
| Nr. | Datum              | Turnier  | Kategorie   | Belag     | Partnerin           | Finalgegnerinnen                   | Ergebnis         |
| --- | ------------------ | -------- | ----------- | --------- | ------------------- | ---------------------------------- | ---------------- |
| 1.  | 28. April 2018     | Kairo    | ITF $15.000 | Sand      | Nuria Párrizas Díaz | Madeleine Kobelt Shelby Talcott    | 6:2, 6:4         |
| 2.  | 17. November 2018  | Monastir | ITF $15.000 | Hartplatz | Tamara Čurović      | Mia Nicole Eklund Linnéa Malmqvist | 7:66, 6:1        |
| 3.  | 21. September 2019 | Kairo    | ITF $15.000 | Sand      | Sem Wensveen        | Minami Akiyama Sosia Kardawa       | 6:1, 4:6, [10:4] |